# Procédé de Bridgman-Stockbarger
Le procédé de Bridgman-Stockbarger, ou méthode de Bridgman verticale est un procédé de croissance de cristaux monocristallins.
Les matériaux à faire croître sont d'abord mis dans une ampoule scellée. L'ampoule est ensuite chauffée avec un gradient de température vertical, de sorte que les matériaux soient en phase liquide dans le haut de l'ampoule plutôt chaud, et soient sous forme solide dans le bas de l'ampoule, plutôt froid. L'ampoule est ensuite lentement tirée vers le bas, de la zone chaude vers la zone froide, afin de provoquer la cristallisation. L'ampoule est ensuite brisée pour récupérer le cristal.

La maîtrise de cette technique de croissance nécessite de contrôler précisément le gradient de température et la vitesse de tirage, et de les adapter au matériau à faire croître. Pour cela, il faut connaître la nature et l'importance des échanges d'énergie entre les différents éléments du système : le matériau en fusion, le cristal solidifié, l'ampoule, les éléments chauffants, les isolants thermiques, etc.. Afin de résoudre ce problème thermodynamique plutôt complexe, il est souvent nécessaire d'utiliser des méthodes numériques, telles que la méthode des éléments finis.